# Stylogaster varifrons
Stylogaster varifrons är en tvåvingeart som beskrevs av Malloch 1930. Stylogaster varifrons ingår i släktet Stylogaster och familjen stekelflugor.
Artens utbredningsområde är Zimbabwe. Inga underarter finns listade i Catalogue of Life.